# M24 (TV-kanal)
M24 är en lokal TV-kanal som sänder i Köping och Kungsör via det lokala kabel-TV-nätet. Kanalen startade 5 november 2009 och programutbudet är till huvudsak nyhetssändningar från nättidningen Magazin24.se.

## Programutbud
Sändningen utgörs av en ständigt uppdaterad nyhetssändning, M24 Update. Nyhetssändningen som för tillfället (januari 2010) är textbaserad varvas med uppdaterad väderprognos. De textbaserade nyheterna är samma nyheter som Magazin24.se publicerar på nätet. Varje kvart sänds dessutom programmet Grattis, som består av gratulationshälsningar från nättidningen Magazin24.se.

## Distribution
Kanalen distribueras digitalt via kabel-nätet hos Köpings Kabel-TV AB. Kabel-tv-bolaget driver kabelnätet i Köping, Kungsör, Kolsva och Munktorp med omkring 10 000 anslutna hushåll.